# Stéphane Tritz
Pour les articles homonymes, voir Tritz.
Stéphane Tritz, né le 25 février 1987, est un footballeur français. Il joue au poste d'arrière droit.

## Biographie

### En club
Stéphane Tritz commence le football dans la petite ville d'Erstein où il se fait repérer par Jacky Duguépéroux lors d'un tournoi de benjamins. Il rejoint donc le centre de formation du Racing Club de Strasbourg en 2003.
Il commence véritablement avec l'équipe réserve de Strasbourg en 2004 en CFA, il fait trois saisons pleines en CFA avec 70 matchs et 2 buts à son actif. En 2006, il remporte la Coupe Gambardella en étant titulaire contre l'Olympique lyonnais (3-1).
Laissé libre par le club strasbourgeois, après six mois de chômage il signe en février dans le club de SR Colmar, il prend part à 10 matchs. À la fin de la saison, il signe à Rodez AF à l'échelon supérieur en National.
Il fait une saison pleine en jouant 37 matchs en championnat, c'est tout naturel qu'un club de Ligue 2 le convoite et il signe donc au Tours FC.
Le 4 octobre, il découvre la Ligue 2 contre le FC Metz en étant titulaire (2-2). Lors de la saison 2011-2012, le changement de coach au sein du club tourangeaux lui est favorable, Tritz joue plus sous les commandes de l'Allemand Peter Zeidler que sous celles de Daniel Sanchez pour s'installer en titulaire sur le flanc droit de la défense. Non-séduit par le nouveau projet tourangeau à l'été 2013, il refuse de prolonger avec le Tours FC et devient ainsi libre.
Début février 2014, il retrouve un club en signant en faveur du club roumain de l'Oțelul Galați.
Après seulement quelques mois passés en Roumanie et 10 matchs joués, il revient en France en juin 2014 au Stade brestois. À la suite de l'arrivée de Gaëtan Belaud, qui réalise un excellent début de saison 2014-2015 comme latéral droit, Stéphane Tritz ne dispose que de peu de temps de jeu.
En juillet 2015, il résilie d'un commun accord avec le Stade brestois le contrat qui le liait au club. Il signe ensuite avec le SC Preußen Münster, club de troisième division allemande,.

### En sélection nationale
Stéphane Tritz est appelé pour la première fois le 1er mars 2006 pour participer à un match amical avec les moins de 19 ans contre l'Ukraine (2-0), il entre en jeu pour une dizaine de minutes.
Il honore une deuxième sélection, le 18 mai 2006 pour une qualification au Championnat d'Europe des moins de 19 ans 2006 contre la Biélorussie (0-0), il est titulaire mais ne parvient pas à qualifier la France pour le tournoi principal.

## Palmarès
| - RC Strasbourg - Coupe Gambardella - Vainqueur (1) : 2006. |

## Statistiques
| Saison                | Club                  | Championnat           | Championnat | Championnat | Coupe nationale | Coupe nationale | Coupe de la Ligue | Coupe de la Ligue | Total | Total |
| Saison                | Club                  | Division              | M.          | B.          | M.              | B.              | M.                | B.                | M.    | B.    |
| 2008-2009             | SR Colmar             | CFA                   | 10          | 0           | -               | -               | -                 | -                 | 10    | 0     |
| 2009-2010             | Rodez AF              | National              | 37          | 0           | 4               | 1               | -                 | -                 | 41    | 1     |
| 2010-2011             | Tours FC              | Ligue 2               | 10          | 0           | -               | -               | 1                 | 0                 | 11    | 0     |
| 2011-2012             | Tours FC              | Ligue 2               | 33          | 0           | 3               | 0               | 1                 | 0                 | 37    | 0     |
| 2012-2013             | Tours FC              | Ligue 2               | 27          | 0           | -               | -               | 1                 | 0                 | 28    | 0     |
| 2013-2014             | Oțelul Galați         | Liga I                | 10          | 0           | -               | -               | -                 | -                 | 10    | 0     |
| 2014-2015             | Stade brestois 29     | Ligue 2               | 13          | -           | 5               | 0               | 1                 | 0                 | 19    | 0     |
| 2015-2016             | Preußen Münster       | 3. Liga               | 17          | 0           | 2               | 0               | -                 | -                 | 19    | 0     |
| 2016-2017             | Preußen Münster       | 3. Liga               | 31          | 0           | 4               | 0               | -                 | -                 | 35    | 0     |
| 2017-2018             | Preußen Münster       | 3. Liga               | 17          | 0           | -               | -               | -                 | -                 | 17    | 0     |
| Total sur la carrière | Total sur la carrière | Total sur la carrière | 205         | 0           | 18              | 1               | 4                 | 0                 | 227   | 1     |